# Квінтиліан
Марк Фабій Квінтиліан (лат. Marcus Fabius Quintilianus; близько 35 — бл. 100) — найвідоміший із римських педагогів, ритор (вчитель красномовства), автор «Повчання оратору» (лат. Institutio oratoria) — найповнішого підручника ораторського мистецтва, який дійшов до нас з античності. Цю книгу вивчали в усіх риторичних школах, як давньоримських, так і середньовічних, нарівні з творами Ціцерона, на неї посилалися у творах доби Відродження.
Квінтиліан став не тільки виразником уподобань римського суспільства, але й реформатором літературного стилю, дослідником проблем латинської мови. Квінтиліану належить прогресивна думка, що всі діти мають певні позитивні задатки від природи, а задача вихователя — розвинути їх.

## Життєпис
Квінтиліан народився приблизно у 35 році, в Каллаорі, Іспанія. З приводу його походження джерела розходяться. Деякі стверджують, що він народився у одній з найшляхетніших родин Іспанії, інші — що Квінтиліан походив з небагатої та незнатної родини. Його дід і батько були риторами, тому останній послав його до Риму вивчати риторику. Там Квінтиліан зблизився з Доміцієм Афром, оратором та адвокатом, який помер у 59 році. Афр, очевидно, став зразком для Квінтиліана; його характеризували як лаконічного, класичного промовця, що у своєму стилі скоріш наслідував Цицерона, на відміну тогочасних ораторів-прихильників стилю Сенеки.
Через деякий час після смерті Афра, Квінтиліан повернувся до Іспанії, можливо, для практики юриспруденції у судах своєї рідної провінції. Однак у 68 році він повернувся до Риму разом з почтом імператора Гальби, наступника Нерона. Скоріш за все, Квінтиліан не був близьким радником імператора, адже після вбивства Гальби у 69 році він залишився живий.
Після смерті Гальби та протягом наступного хаотичного «року чотирьох імператорів», Квінтиліан відкрив першу державну школу риторики. У 70-х рр. Веспасіан призначив йому пенсію, виділивши для цього кошти з державної казни. Близько 20 років Квінтиліан навчав ораторському мистецтву багату римську молодь. Серед його учнів були Пліній Молодший, Тацит і, можливо, Ювенал.
Також за часів Веспасіана, Тита і Доміціана неодноразово виступав у суді як адвокат, але здобув славу не практичною, але теоретичною та викладацькою діяльністю.
Про його особисте життя практичного нічого не відомо, тільки у своєму «Повчанні ораторів» Квінтиліан мимохідь згадує, що у нього була дружина, яка померла молодою, та два сини, яких спіткала така ж доля.
У 88 році, за правління Доміціана, Квінтиліан полишив викладацьку та адвокатську діяльність. Його відставка, вочевидь, була спричинена досягненням фінансової стабільності та бажанням відпочинку. Він пережив кількох імператорів; правління Веспасіана і Тита були відносно мирними, але Доміціан вважався нелагідним навіть у найкращі часи. Його зростаюча жорстокість і паранойя вочевидь спонукали Квінтиліана потроху віддалитися від імператора, але той, здається, не ображався: у 90 році Доміціан призначив Квінтиліана вихованцем двох своїх онучатих небожей.
Незабаром терор Доміціана посилився, Квінтиліан дістав відставку через заслання батьків його вихованців — колишніх спадкоємців імператора. Останні роки життя ритор провів, дописуючи свій головний твір «Повчання оратору». Точна дата його смерті невідома, але вважається, що це сталося близько 100 року Навряд чи він надовго пережив Доміціана, якого було вбито у 96 році.

## Твори
Єдиною працею Квінтиліана, що збереглася, є 12-томний посібник з риторики, названий «Повчання оратору» (лат. Institutio Oratoria), опублікований приблизно у 95 році. У книзі розглядаються не тільки теорія та практика риторики, але і базова освіта та розвиток оратора як особистості. Більш ранній текст, «Про причини неправильного красномовства» (лат. De Causis Corruptae Eloquentiae), було втрачено, але вважається, що його тези частково були відображені у «Повчанні оратору»
Також, існують дві серії декламацій, Declamationes Majores та Declamationes Minores, авторство яких приписують Квінтиліану, але все ще достеменно невідомо, хто був їх автором. Можливо, це був вчений, який використовував систему Квінтиліана, чи просто один з його учнів.

## Institutio oratoria («Повчання оратору»)
У своїй першій книзі «Про виховання оратора» (всього їх 12) Квінтіліан відзначає, що деякі діти подають великі надії щодо свого подальшого розвитку, і якщо ці надії не виправдовуються, то «не природа винна, а недоліки виховання служать тому причиною». Правда, тут же він відзначає, що бувають випадки, коли «дитя від природи схильне до поганого». Про виправлення таких дітей треба подбати якомога раніше. У ранньому віці діти легше піддаються переконанню, вважав Квінтиліан.
Дуже слушними є міркування Квінтиліана щодо тілесних покарань. Він не схвалював такого засобу впливу на дітей (щоправда, для рабів тілесні покарання вважав обов'язковими).
Співзвучною сьогоднішньому дню є думка Квінтиліана про те, що проступки дітей, багато з яких мають місце через неуважність педагога, намагаються виправлятися не тим, що дітей примушують поступити правильно, а тільки тим, що їх карають, бо вони не поступили правильно. Дітей слід більше привчати, а не карати. Звичка, набута в дитинстві, має велике значення у житті людини, підкреслював Квінтиліан.
У вихованні багато залежить від особистості педагога. Одним із перших Квінтиліан сформулював ряд вимог до вчителя-вихователя, серед яких дуже важливою є вимога добре знати особливості кожного учня, його характер, щоб використати відповідні засоби впливу.

## Науковий внесок
Квінтиліан вважається першим класиком гуманної педагогіки. Його слова: «Батько, коли в тебе народиться син, поклади на нього великі сподівання, адже великі сподівання породжують велику педагогіку»
Лоренцо Валла у творі «Про порівняння Ціцерона з Квінтиліаном» (не зберігся) не побоявся поставити його вище від «бога гуманістів» — Ціцерона.